# Světový den mokřadů
Světový den mokřadů je slaven každoročně 2. února, na památku podepsání Ramsarské úmluvy o mokřadech 2. února 1971, kdy malá skupina environmentalistů podepsala mezinárodní smlouvu na Ramsarském kongresu v Íránu.
Den mokřadů byl ustanoven, aby zvyšoval povědomí o jejich hodnotě pro lidstvo a planetu. Poprvé byl slaven v roce 1997 a od té doby jeho význam roste. Každý rok je vládními agenturami, neziskovými organizacemi nebo skupinami občanů pořádáno množství akcí, které si kladou za cíl zvyšovat povědomí o hodnotě mokřadů a o potřebě jejich ochrany.
Osvětové akce se také snaží poukazovat na přínosy ochrany mokřadů, mezi něž patří zachování biologicky rozmanitých ekosystémů, které jsou domovem mnoha živočišných i rostlinných druhů, ochrana hospodářsky využívané půdy před povodněmi či přirozená filtrace vody prostřednictvím rozpadu znečišťujících látek.